# Discorbinita
Discorbinita es un género de foraminífero bentónico considerado un sinónimo posterior de Neodiscorbinella de la familia Pegidiidae, de la superfamilia Discorboidea, del suborden Rotaliina y del orden Rotaliida. Su especie tipo era Discorbinita operosa. Su rango cronoestratigráfico abarcaba el Holoceno.

## Discusión
Clasificaciones previas incluían Discorbinita en la familia Discorbidae. Clasificaciones más modernas incluyen Neodiscorbinella en la familia Pegidiidae.

## Clasificación
Discorbinita incluía a la siguiente especie:
- Discorbinita operosa